# Генк ван Сте
Генк ван Сте (нід. Henk van Stee, 17 грудня 1961 Роттердам) — нідерландський футболіст і футбольний тренер, спортивний функціонер.

## Кар'єра футболіста
Вихованець футбольного клубу «Спарта» (Роттердам). Першу офіційну гру за рідний клуб зіграв 15 грудня 1985 року. У 1985—1989 регулярно виступав за «Спарту», в ті роки клуб займав місця в середині турнірної таблиці чемпіонату.
Після закінчення сезону 1989/90 завершив кар'єру футболіста в клубі «Де Графсхап», який виступав у другій за силою лізі країни.

## Кар'єра тренера і функціонера
Після завершення кар'єри гравця в 1990-му році Генк ван Сте повернувся в роттердамську «Спарту», де працював у тренерському штабі до 1996 року. Навесні-влітку 1995-го, він був виконуючим обов'язки головного тренера, протягом декількох місяців, після відставки Гана Бергера і до призначення Генка тен Кате. Потім був асистентом нового головного тренера ще деякий час.
У 1996—1998 роках був головним тренером «ВВВ-Венло», який виступав у другій за силою лізі. У першому сезоні клуб став четвертим у таблиці і потрапив до плей-оф за право виходу до вищого дивізіону. Там у шести іграх клуб не набрав жодного очка, а також пропустив 22 голи. У наступному сезоні команда ван Сте була лише одинадцятою і тому не брала участі в іграх за підвищення.
У 1998—2000 роках Генк працював у футбольній академії «Феєнорда». 10 квітня 2000 року був деякий час виконуючим обов'язки головного тренера, після відставки Лео Бенгаккера і до приходу Берта ван Марвейка.
У тому ж році він очолив «АЗ Алкаар», де працював до жовтня 2002 року, а потім був замінений на Ко Адріансе.
У 2002—2003 роках ван Сте був головним тренером «Ексельсіора» (Роттердам), таким чином попрацювавши головним тренером у всіх трьох великих футбольних клубах рідного Роттердама.
У 2004 році Ген повернувся у футбольну академію «Феєнорда», яку очолював до 2006 року. Випускниками роттердамської академії в ці роки були такі футболісти, як Робін ван Персі, Еузебіуш Смолярек та Джонатан де Гузман.
З 2006 по 2008 рік ван Сте очолював академію донецького «Шахтаря», яка за час його керівництва виховала гравців основного складу національної збірної України Артема Федецького, Євгена Селезньова і Ярослава Ракицького.
У 2008—2009 роках був головним тренером клубу «Де Графсхап», в якому 20 років тому завершив кар'єру гравця. Генк ван Сте очолив команду перед сезоном 2008/09, клуб балансував на грані вильоту з вищого дивізіону і у попередньому сезоні йому вдалося уникнути вильоту лише в іграх плей-оф. Ван Сте покинув пост в лютому 2009 року, коли команда перебувала на передостанньому 17-му місці, але команду це не врятувало — по завершенні сезону клуб все одно залишив елітний дивізіон.
У вересні 2009 року став президентом футбольної академії «Зеніта». В кінці 2014 року Генк ван Сте перейшов на посаду директора департаменту підготовки резерву, де виконував схожі функції в структурі клубу. У січні 2015 року обійняв посаду спортивного директора, уклавши контракт строком на півроку, пізніше контракт був продовжений. Ця посада в клубі була вакантна з червня 2014 роки після відходу Дітмара Баєрсдорфера. У свою чергу Генка ван Сте змінив- Володимир Казачонок, що обійняв посаду директора футбольної академії
В кінці червня 2016 року Генк ван Сте пішов із займаної посади і покинув російський клуб, в структурі якого працював майже сім років.
12 березня 2018 року було оголошено, що ван Сте стане технічним директором у «Спарті» (Роттердам).